# 한국유지가공협회
한국유지가공협회는 유지가공 제조 기술 향상과 동·식물성 잔재물의 위생적 처리를 통하여 축산업 발전과 위생안전에 기여하고, 회원 간의 복리증진을 도모할 목적으로 2014년 8월 18일 설립 허가된 대한민국 농림축산식품부 소관의 사단법인이다.

## 사무소
사무소는 서울특별시 동대문구 천호대로87길 14(장안동) 세원빌딩 201호에 있다.

## 대표자
- 김형수[1]